# Этельвольд Уинчестерский
Этельвольд Уинчестерский (англ. Æthelwold of Winchester, 904/9 — 984) — епископ Уинчестерский в 963—984 годах, один из ключевых деятелей монастырской реформы в королевстве англосаксов. Святой Русской православной церкви, также его память совершается в Третью неделю по Пятидесятнице, в день празднования Собора Британских и Ирландских святых.

## Биография
Этельвольд родился в Уинчестере в правление короля Эдуарда Старшего (ум. 924) в состоятельной семье. В конце 920-х годов он поступил на службу к королю Этельстану. Затем, по приказу короля, Этельвольд отправился к епископу Уинчестера Эльфиа, он был рукоположён в священники в один день с племянником епископа, будущим архиепископом Кентерберийским Дунстаном. Когда Дунстан стал настоятелем Гластонберийского аббатства, Этельвольд последовал за ним. Гластонбери первым в Англии испытал влияние каролингской монастырской реформы, возможно, по причине королевского покровительства. Хотя Этельвольд хотел отправиться на Континент, чтобы познакомиться с новыми веяниями из первых рук, по приказу короля Эдреда он должен был возглавить Абингдонское аббатство. В Абингдоне Этельвольд провёл реформирование по бенедиктинскому образцу, послав вместо себя во Флёри одного из своих монахов. В более широком масштабе Этельвольд смог вести свою реформаторскую деятельность после назначения на пост епископа Уинчестерского королём Эдгаром в 963 году. В последующие годы, при поддержке короля и папы, он расставил на ключевые посты в своём диоцезе выходцев из Абингдона. Усилиями епископа были возрождены монастыри в Питерборо (966), Или (970) и Торни (972). Возможно, при его участии были реформированы и другие монастыри.
Жизнь святого Этельвольда достаточно хорошо документирована в современных ему источниках. Некоторые биографические сведения содержатся в написанном им тексте «King Edgar’s Establishment of Monasteries». Из двух житий периода до норманнского завоевания, более короткое принадлежит перу ученику Этельвольда, бенедиктинцу Эльфрику Грамматику (ум. 1020). Согласно предисловию, житие он составил через двадцать лет после смерти Этельвольда. Более пространное жизнеописание, согласно идентификации историка XII века Вильяма Мальмсберийского, написано Вульфстаном Певцом, который также был учеником Этельвольда и монахом в Олд Минстере. Современные исследователи, как правило, придерживаются того же мнения относительно авторства второго жития. Однако, по вопросу о том, какое из них было источником сведений для другого, единства во мнениях нет. В целом, основной целью обоих жизнеописаний была пропаганда культа святого Этельвольда, мощи которого были перенесены в 988 году.